# María Trinidad Sánchez
María Trinidad Sánchez   (Santo Domingo, 19 de juny de 1794 - 27 de febrer de 1845) fou una política i lluitadora per les llibertats dominicana, heroïna de la Guerra Dominicana d'Independència. Va participar al costat dels rebels com a missatgera. Juntament amb Concepción Bona, Isabel Sosa i María de Jesús Pina, va participar en el disseny de la bandera Dominicana. Va ser executada després d'haver rebutjat trair els seus col·laboradors a canvi de la seva vida. La província de María Trinidad Sánchez és anomenada en el seu honor.